# Adolfo de Oldemburgo-Delmenhorst
El Conde Adolfo de Oldemburgo-Delmenhorst (en alemán: Adolf (Alf) von Oldenburg; n. antes de 1463-17 de febrero de 1500) fue un Conde de Oldemburgo desde 1482 hasta su muerte.

## Biografía
Adolfo era el hijo mayor superviviente del Conde Gerardo VI de Oldemburgo. Su padre, superado por las fuerzas frisonas y del Obispado de Münster, fue forzado a abdicar en 1482. Adolfo entonces los sucedió como jefe del condado de Oldemburgo junto a su hermano, Juan V. Capturado por los frisones en noviembre de 1483, Adolfo fue liberado después del cese de hostilidades en octubre de 1786, después de un rescante de 3500 florines.
Incluso después de la liberación de Adolfo, el gobierno del condado permaneció en manos de su hermano Juan V. Adolfo aceptó esta situación y se dedicó a la guerra. Con su hermano Otón, participó en la campaña del Duque Magnus I de Sajonia-Lauenburgo contra los frisones de Wursten, entonces una región de campesinos libres bajo el tenue señorío del Arzobispado Principesco de Bremen, que terminó en fracaso en 1499 debido a la coalición defensiva construida por el Príncipe Arzobispo Juan III. Al año siguiente, Adolfo y Otón participaron en una guerra contra los Dithmarses, luchando en el ejército de su primo el rey Juan de Dinamarca. Sin embargo, los dos hermanos murieron el 17 de febrero de 1500, durante la Batalla de Hemmingstedt, que terminó en derrota danesa.